# ニンテンドー ゲームキューブ コントローラ
ニンテンドー ゲームキューブ コントローラは、2001年に発売された任天堂の家庭用ゲーム機「ニンテンドー ゲームキューブ」に付属するコントローラである。型名はDOL-003。単体でも販売された。
論争の的となったNINTENDO 64 コントローラの「センターグリップ」を廃し、左右にのみグリップがある一般的な形状となったが、Cボタンユニットを二つ目のアナログ・スティックに置き換え、スーパーファミコンにあったXおよびYボタンを再採用、アナログ・トリガーはデジタル・クリック付きとなるなど、様々な工夫が施された。
しかし、感圧式のトリガー、ショルダー・ボタンや、1つのボタンを他の3つよりも強調するボタン・レイアウトなどニンテンドー ゲームキューブ コントローラのユニークなデザインは、左右非対称に配置されたアナログ・スティックを除き、その後に登場するほとんどのグリップ付きゲームコントローラに採用されなかった。
一方で、ニンテンドー ゲームキューブ コントローラは、ニンテンドー ゲームキューブの後継製品でもサポートされ続け、Wii U用ソフト『大乱闘スマッシュブラザーズ for Wii U（WUP-AXFJ）』やNintendo Switch用ソフト『大乱闘スマッシュブラザーズ SPECIAL（WUP-AXFJ）』、Nintendo Switch 2用ソフト『ニンテンドー ゲームキューブ Nintendo Classics』の発売に合わせて再販された。

## 概要

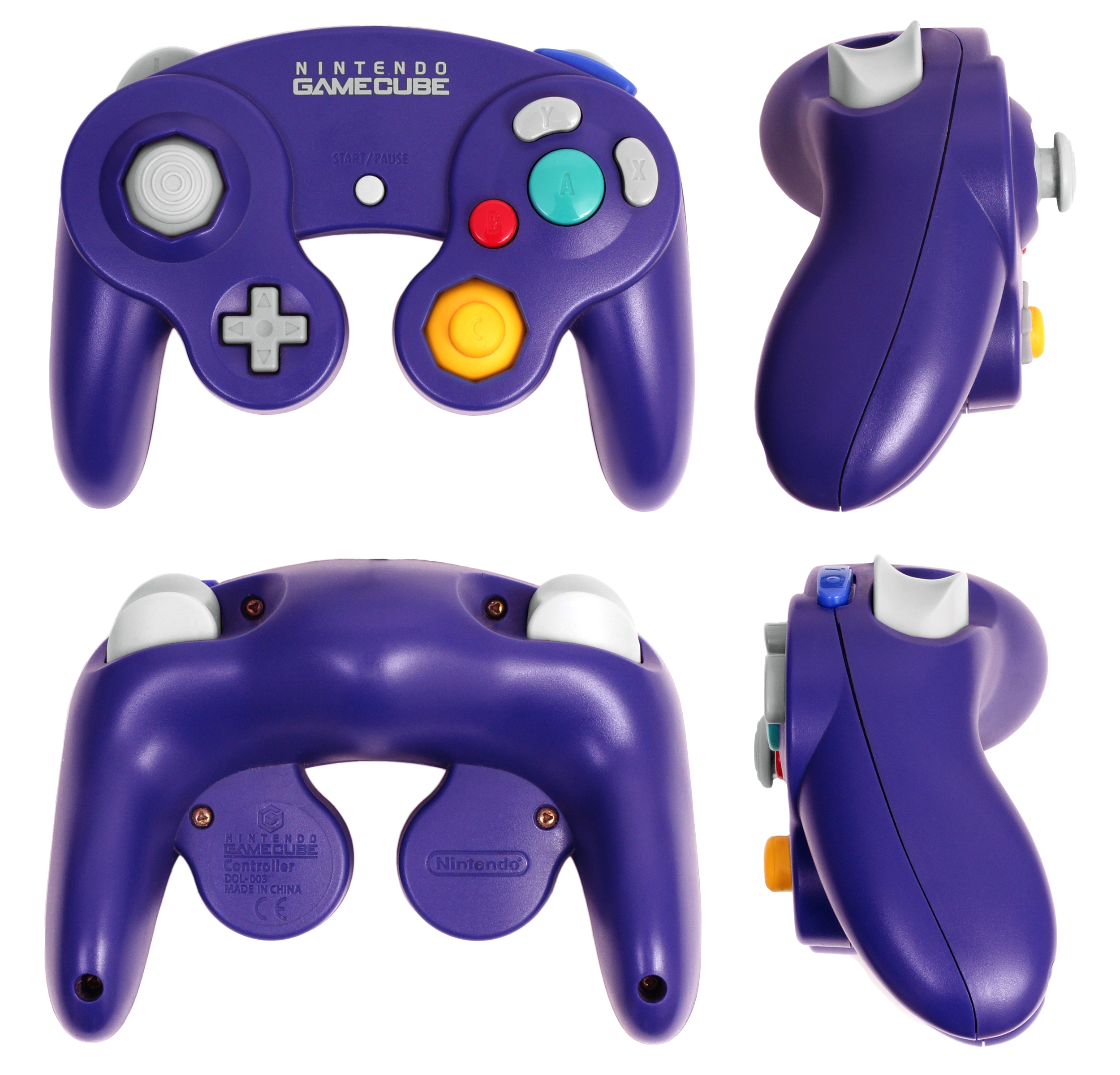
ニンテンドー ゲームキューブ コントローラ（バイオレット）の三面写真。

ニンテンドー ゲームキューブ コントローラは、左右にグリップを持つデザインを採用した。ニンテンドー ゲームキューブには2 m (6 ft 7 in)のケーブルを介して、ニンテンドー ゲームキューブ コントローラポートに接続する。
NINTENDO 64 コントローラとは異なり、機能拡張用のコネクターは存在せず、外付けだった振動モーターも内蔵された。
ニンテンドー ゲームキューブ コントローラには、6つのデジタル・ボタン、2つのアナログ・スティック、十字ボタンおよびデジタル・クリック付きアナログ・トリガーが備わる。基本となるアナログ・スティックは左側にあり、その下に十字ボタンがある。4つのフェイス・ボタンは右側にあり、中央に緑色の大きなAボタン、それを囲んで左には小さな赤いBボタン、右と上には楕円形のYボタンとXボタンが、そのフェイス・ボタンの下には黄色いCスティックが配置された。Start/Pauseボタンは、コントローラの中央にある。コントローラの前面には、2つのアナログ・トリガーと、Zと刻印されたデジタル・ボタンが一つある。このLとRの2つのトリガーはデジタル・クリック付きで、別に2つのデジタル・ボタンを追加することなく、それぞれに役割を与えることができる。

## 開発
NINTENDO 64 コントローラは、3Dゲームが増えてゆく中、アナログ・スティックを使用したコントロールの標準化と快適なデザインで賞賛されたが、大きさと全体的なレイアウトで嘲笑された。任天堂の宮本茂は、次世代家庭用ゲーム機（後のニンテンドー ゲームキューブ）のコントローラの開発目標をゲーム利用者の年齢や手の大きさに関係なく使いやすくすることとし、当時同社がコントローラ設計に費やした期間としては最長の3年をかけ完成させた。アイデアは毎月のように更新され、試作されたコントローラは、少なくとも4つまたは5つのバージョンが確認されている。

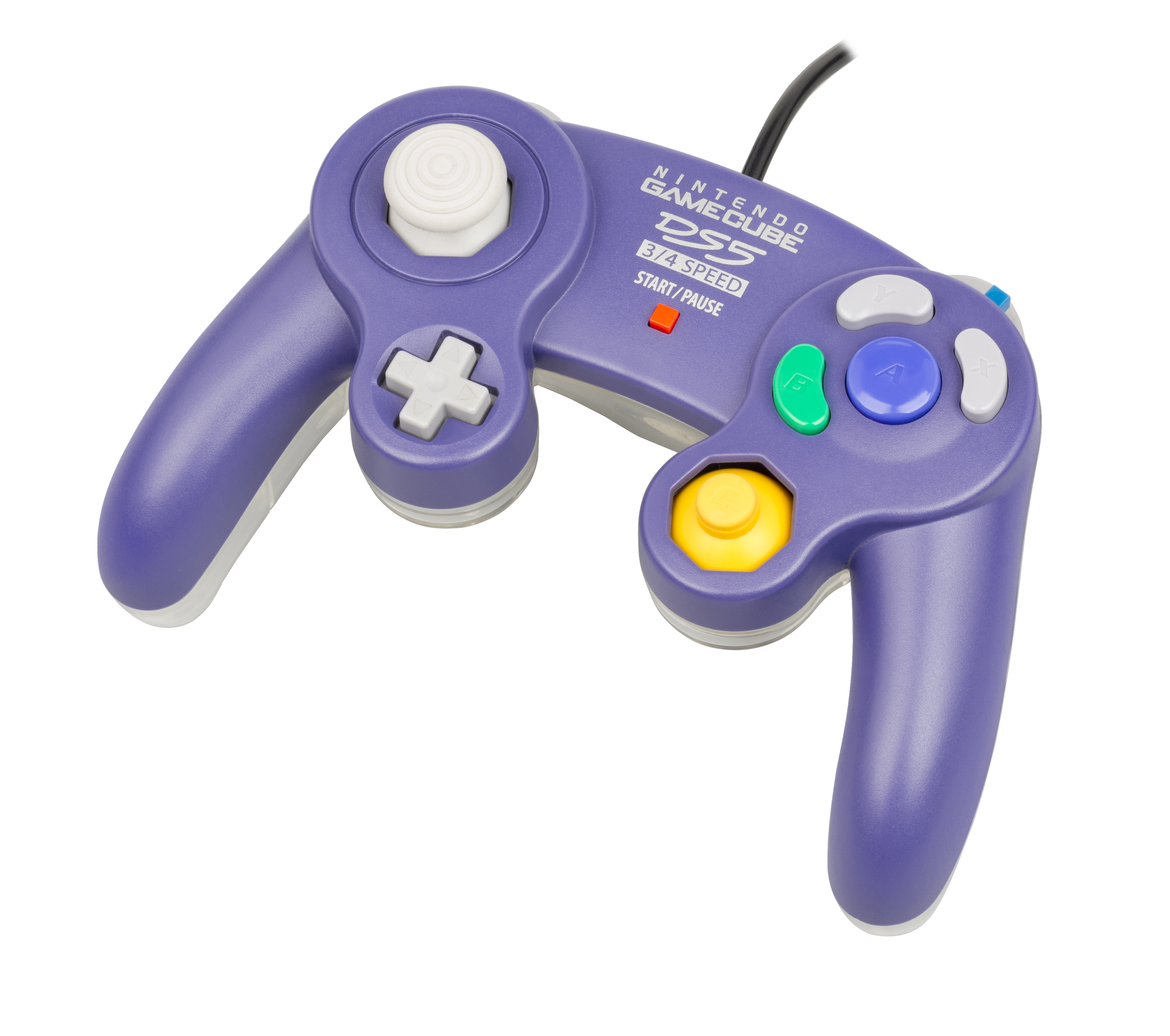
開発者向けに配布されたプロトタイプに付属したコントローラ。製品版と異なり、Bボタンが楕円形である。

宮本の最初の仕事は、スーパーファミコンのコントローラで設定した菱形に配置された4つのフェイス・ボタンを再設計することだった。緑色のAボタンは、それが主要な機能を実行するという考えが伝わるよう他より大きくされ、Bボタン、YボタンとXボタンがAボタンの周りを囲った。任天堂のハードウェア・デザイナーの1人で、ニンテンドー ゲームキューブを担当した芦田健一郎によると、コントローラはプレイヤーが持っていることを忘れてしまうほど直感的になるように意図されていたが、それを達成しつつ多くの機能を追加することは困難な作業だったという。ゲームが3Dグラフィックスに移行するにつれ、任天堂ではコントローラに十字ボタンが必要かどうかについても議論されたが、最終的にアナログ・スティックの右下に十字ボタンが配置された。
ニンテンドー ゲームキューブ コントローラは、2001年9月14日に日本、11月18日に北米、翌年5月3日に欧州、そして5月17日には豪州で発売され、その後はNINTENDO 64と同じく、多くのカラー・バリエーションが追加された。

### カラー
ニンテンドー ゲームキューブ コントローラには、いくつものカラー・バリエーションがある。ニンテンドー ゲームキューブには本体と同色の「バイオレット」、「オレンジ」、「ブラック」、「シルバー」の各色が同梱され、多くの国で販売された。また、コントローラ単品で販売されたものには他に「バイオレット＆クリア」、「エメラルドブルー」、「ピンク」、「ホワイト」がある。また、松下電器産業（現・パナソニック）が日本で販売した、DVDプレイヤーと家庭用ゲーム機（ニンテンドーゲームキューブ互換機）の複合機DVD/ゲームプレイヤー「Q」には、ニンテンドー ゲームキューブのロゴに代えてパナソニックのロゴが入った「グレー」のコントローラが付属した。
限定版
ニンテンドー ゲームキューブにはいくつかの特別色の限定品が販売され、同色のコントローラ等が同梱された。日本では、「スターライトゴールド」、「クリスタルホワイト」、「シンフォニックグリーン」、プロ野球球団阪神タイガースのロゴ入り「ブラック」、「シャア専用カラー」、「クリア」などである。欧州では、「シンフォニックグリーン」が販売されたほか、「クリスタルホワイト」に酷似した「パールホワイト」、『バイオハザード4』のロゴ入り「プラチナ」も販売された。
任天堂は日本のクラブニンテンドーなどを通じ、「クラブニンテンドー（上部が白で下部が水色）」、「マリオ（上部が赤で下部が青）」、「ルイージ（上部が緑で下部が青）」および「ワリオ（上部が黄色で下部が紫色）」の「オリジナルデザインコントローラ」4種を、総付景品として頒布した。日本のクラブニンテンドーでは500ポイントで、欧州のNintendo VIP 24:7では5,000ポイントで交換できた。

## 再発売品
コントローラは消耗品でもあるため、ニンテンドー ゲームキューブ本体の販売終了後も、一定の需要は続いた。とりわけ、『大乱闘スマッシュブラザーズDX（DOL-GALJ）』の愛好者からの支持は絶大であった。Wii向けの続編『大乱闘スマッシュブラザーズX（RVL-RSBJ）』でニンテンドー ゲームキューブ コントローラの使用を推奨されるに至ると、流通在庫は枯渇してしまった。この需要に応えるため、任天堂はニンテンドー ゲームキューブ コントローラを再発売した。それ以降も、大乱闘スマッシュブラザーズシリーズの新作が発売される都度、再発売は繰り返されている。再発売されたモデルは、ケーブルが2 m (6 ft 7 in)から3 m (9.8 ft)に延長されたほか、トリガーなど内部機構にも若干の変更が加えられている。
ニンテンドー ゲームキューブ コントローラ（プラチナ）
米国任天堂は、プラチナ色のコントローラ（DOL-003）の販売を北米で2012年初頭まで続けた。
ニンテンドー ゲームキューブ コントローラ（ホワイト）
2008年4月、任天堂はWiiと同色となる白色のコントローラ（DOL-003(-01)）を発売した。このコントローラは日本国外には出荷されなかったが、AmazonやPlay-Asiaなどの通販業者が、日本国外に販売した。
ニンテンドー ゲームキューブ コントローラ スマブラブラック（DOL-A-CKB）
2014年に発売されたニンテンドー ゲームキューブ コントローラ スマブラブラック（DOL-A-CKB）は、炎に囲まれた『大乱闘スマッシュブラザーズ for Wii U（WUP-AXFJ）』（以下：『スマブラ Wii U』）のロゴが印字されている。日本ではニンテンドー ゲームキューブ コントローラ スマブラホワイト（DOL-A-CWB）も販売された。あわせて任天堂は、Wii U用のゲームキューブ コントローラ接続タップ（WUP-028）も販売した。接続タップにはニンテンドー ゲームキューブコントローラのポートが4つあり、過去に販売されたすべてのニンテンドー ゲームキューブコントローラを接続できる。接続タップを二つ用いることで、最大8人のプレーヤーがコントローラを使用できる。任天堂は、この接続タップと『スマブラ Wii U』との間にのみ互換性を認め、他作品での使用をサポートしていない。
ニンテンドー ゲームキューブ コントローラ スマブラブラック（HAC-A-GCCKE）
Nintendo Switchおよび『大乱闘スマッシュブラザーズ SPECIAL（WUP-AXFJ）』向けに、ニンテンドー ゲームキューブ コントローラ スマブラブラック（HAC-A-GCCKE）が販売された。『大乱闘スマッシュブラザーズ SPECIAL』のロゴが印字されている。また、Nintendo Switchとの接続のために、ニンテンドー ゲームキューブ コントローラ 接続タップ（HAC-A-GGGKA）が同時販売された。なお、2014年に販売されたWii U用接続タップ（WUP-028）も、Nintendo Switchと互換性がある。
ニンテンドー ゲームキューブ コントローラ（Switch 2）
Nintendo Switch 2および『ニンテンドー ゲームキューブ Nintendo Classics』向けに、ニンテンドー ゲームキューブ コントローラが販売された。後述のワイヤレスコントローラ ウェーブバード同様、Nintendo Switch 2との無線通信が可能。

## バリエーション

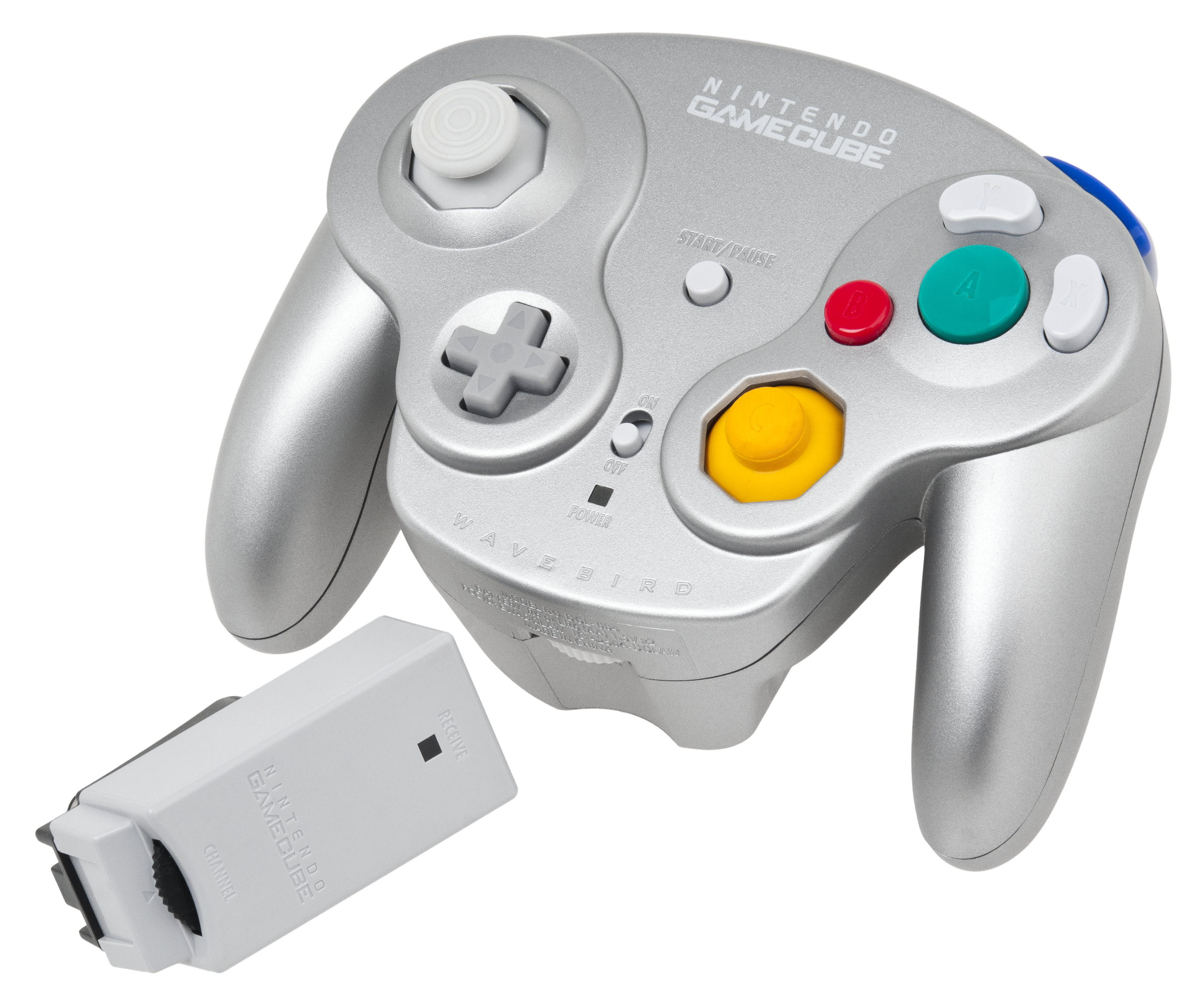
ニンテンドー ゲームキューブ ワイヤレスコントローラ ウェーブバード（シルバー）とその受信機。

ニンテンドー ゲームキューブ ワイヤレスコントローラ ウェーブバード
無線周波数利用のワイアレス・コントローラ。大きさやボタン配置などはニンテンドー ゲームキューブ コントローラと同じに設計されているが、省電力化のため振動機能は搭載されなかった。「グレー」と「シルバー（プラチナ）」の2色。
非売品
- オリジナルデザインウェーブバード「クラブニンテンドー」 - 任天堂が日本で頒布した総付景品。
- ワイヤレスコントローラ ウェイブバード シャア専用カラー - 任天堂が日本で行ったゲームソフト購入者を対象とした懸賞の景品。当選者数は1,000名。

ロッジネット・コントローラ

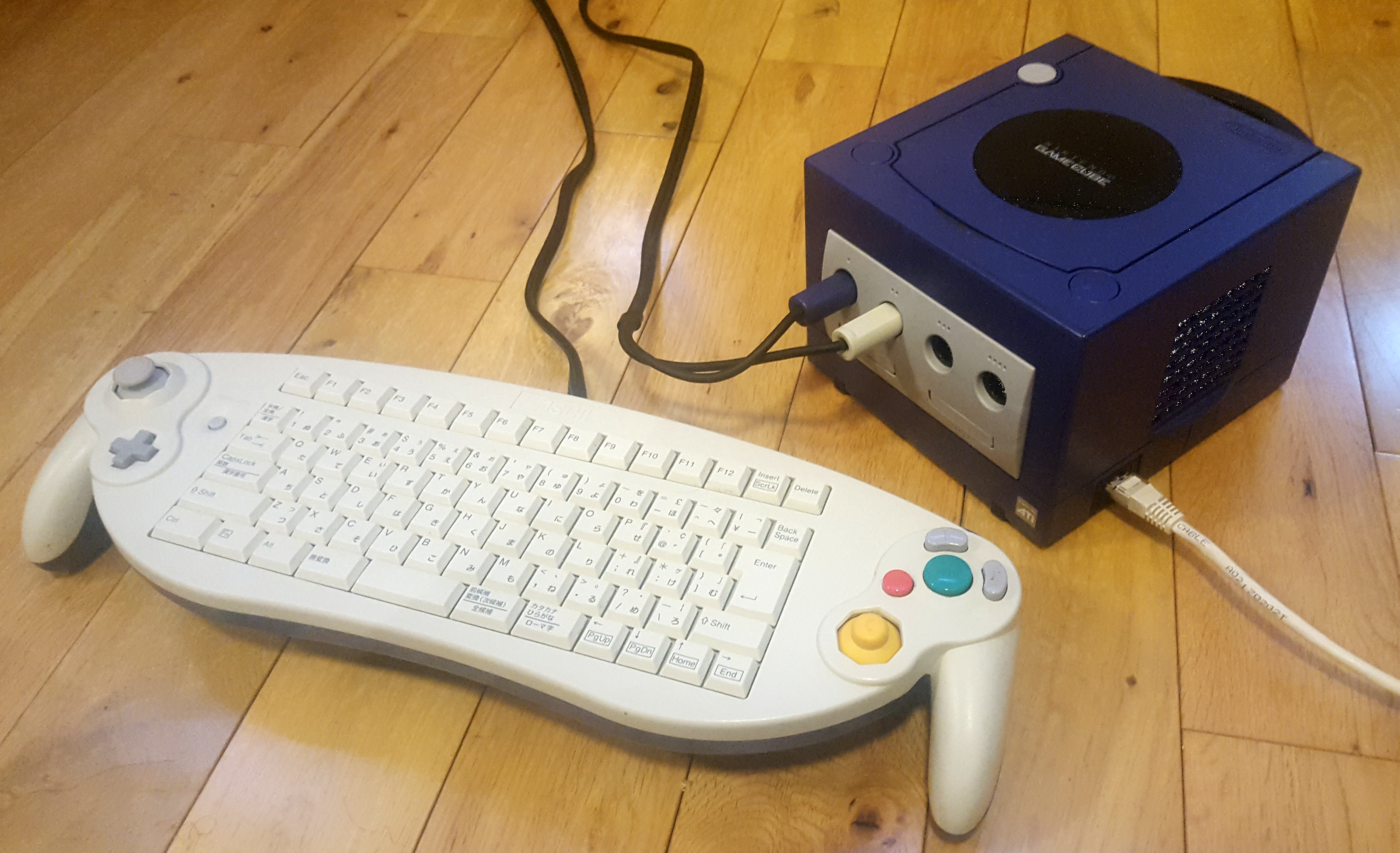
アスキーキーボードコントローラ。

ロッジネットは、宿泊施設の利用者が客室で家庭用ゲーム機を有償利用できるサービスを提供する企業で、北米の一部のホテルでニンテンドー ゲームキューブによるサービスが採用された。利用には、特別なコントローラ（LN7000）が必要で、画面上で選択ができるよう6つのボタンが追加されている。このコントローラはHORIが任天堂のライセンスを受けて製造したもので、市販のニンテンドー ゲームキューブとの互換性はない。
ホリパッドキューブ

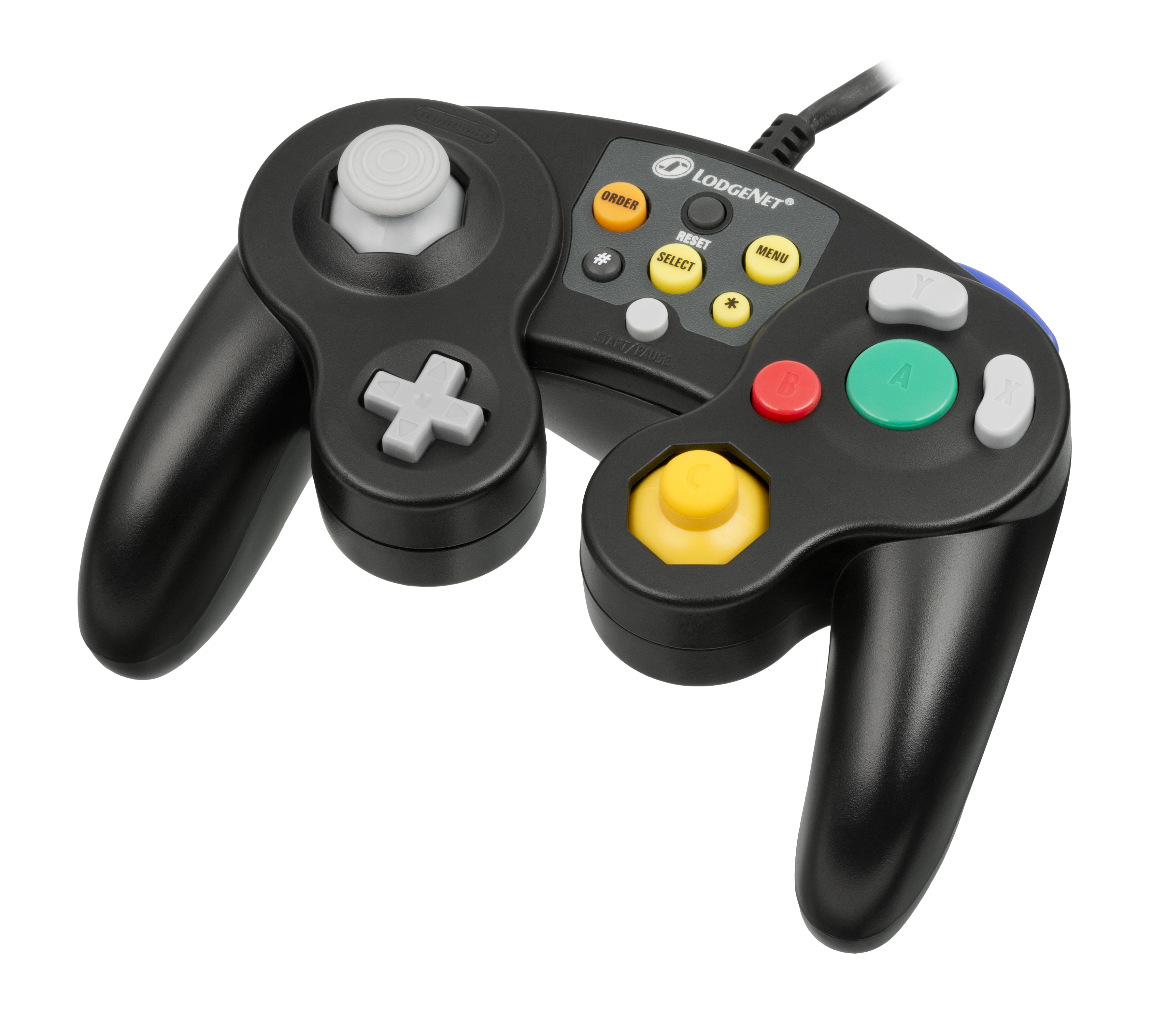
ロッジネットの専用コントローラ。

周辺機器メーカーのHORIが任天堂のライセンスを受けて、2002年12月26日から日本で販売したニンテンドー ゲームキューブ向けコントローラで、任天堂純正のコントローラと比べ、Bボタン、スタート/ポーズボタンを大きくし、Zボタンが左右両側に配置されるなど、独自の工夫が凝らされている。「クリアブルー（HGC-06）」、「クリアレッド（HGC-07）」、「クリアブラック（HGC-08）」、「迷彩（HGC-13）」、「迷彩ブルー（HGC-15）」、「迷彩グレー（HGC-19）」の6色で、希望小売価格はいずれも税別2,500円だった。
ジョイパッドキューブミニ
JESNETヤマグチが任天堂のライセンスを受けて、2004年11月11日から日本で販売したニンテンドー ゲームキューブ向けコントローラ。任天堂純正のコントローラを一回り小さくしたデザインで、連射機能が搭載されている。
キーボードコントローラ
任天堂のライセンスを受け、アスキーが「アスキーキーボードコントローラ」の名前で2002年9月12日から、サミーが「サミーキーボードコントローラ GC」の名前で2003年11月27日から日本で販売したニンテンドー ゲームキューブ向けコントローラ。『PHANTASY STAR ONLINE Episode1&2』『PHANTASY STAR ONLINE Episode3 カードレボリューション』に対応するため、従来のコンローラの中心にキーボードを一体化したもの。コントローラポートはコントローラ用とキーボード用の2か所を使用する。

## 後継機との互換性

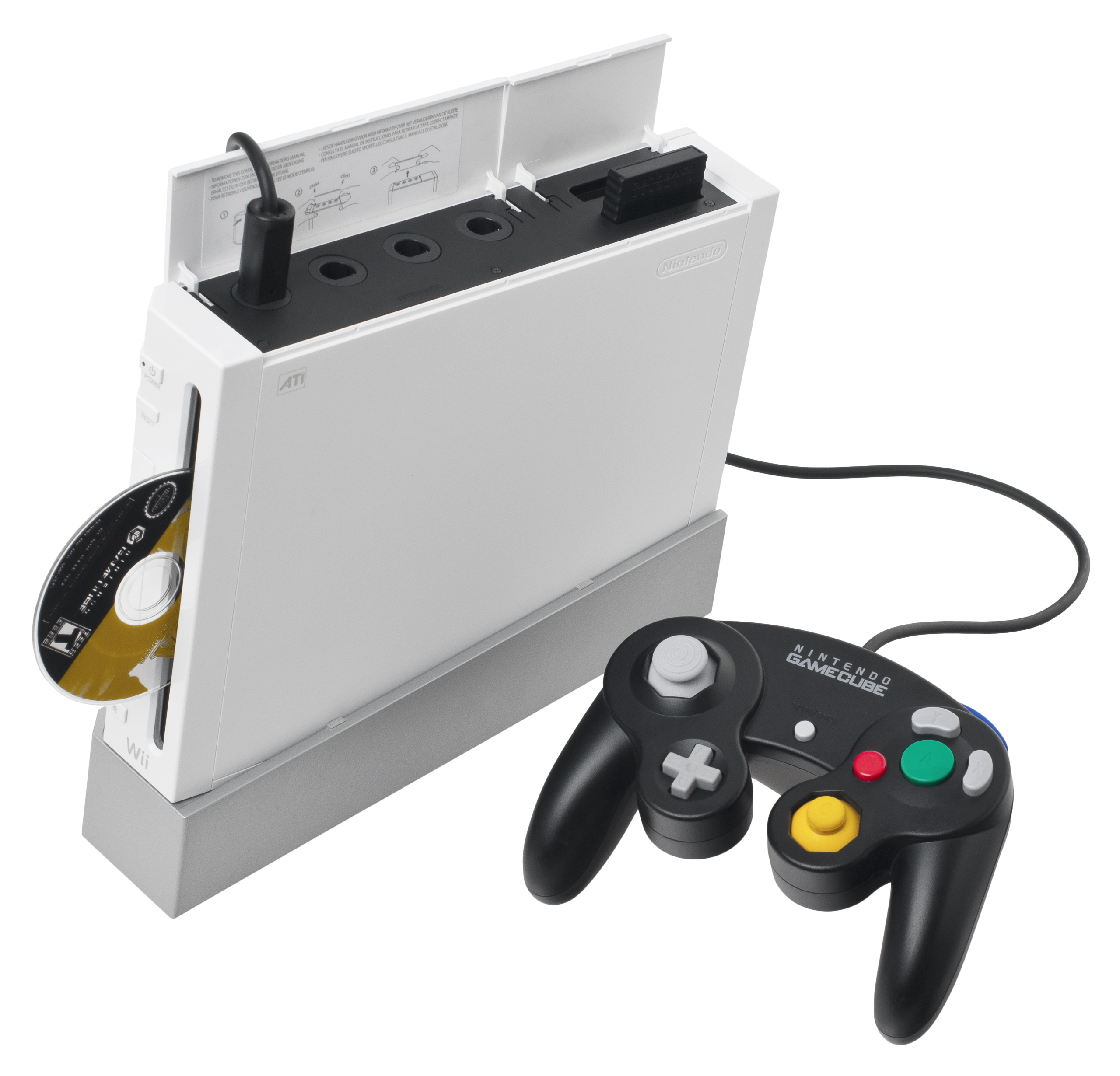
ニンテンドー ゲームキューブ コントローラを接続したWii。

Wiiは、ニンテンドー ゲームキューブの後方互換機であり、ニンテンドー ゲームキューブ コントローラポートを備え、ニンテンドー ゲームキューブ向けのコントローラと接続できる。ニンテンドー ゲームキューブ向けゲームソフトをWiiで使用するには、ニンテンドー ゲームキューブ向けのコントローラを使用する必要があった。逆に、Wii向けのゲームソフトを開発する際に、ニンテンドー ゲームキューブ向けのコントローラを利用可能とするかはオプションであった。なお、Wii Family EditionとWii Mini（日本では未発売）では、ニンテンドー ゲームキューブとの後方互換は削除されている。
Wiiの後継機であるWii Uは、ニンテンドー ゲームキューブとの互換性を省いたものの、ニンテンドー ゲームキューブ コントローラ 接続タップ（WUP-028）経由で、ニンテンドー ゲームキューブ向けのコントローラを使用できる。当初、ニンテンドー ゲームキューブ コントローラ 接続タップ（WUP-028）は、Wii U PROコントローラをサポートするすべてのWii U向けソフトと互換性があるとしていたが、その後改められ、ニンテンドー ゲームキューブ コントローラ 接続タップ（WUP-028）は『大乱闘スマッシュブラザーズ for Wii U（WUP-AXFJ）』でのみ使用できるとし、他のWii U向けはもちろん、Wii向けのソフトとの互換性もないとしている。ニンテンドー ゲームキューブ コントローラ 接続タップ（WUP-028）は、2014年11月の『大乱闘スマッシュブラザーズ for Wii U（WUP-AXFJ）』発売同日に、単体もしくは『大乱闘スマッシュブラザーズ for Wii U（WUP-AXFJ）』と抱き合わせで発売された。
Nintendo Switchでのニンテンドー ゲームキューブ コントローラ 接続タップ（HAC-A-GGGKA）のサポートは、本体更新データVer.4.0.0を介して導入された。Nintendo Switch本体はUSBコントローラとして認識するため、ソフト側でゲームキューブコントローラにないボタンがあると、操作に影響を受ける可能性がある。
Nintendo Switch自体は、技術的にはTVモード以外でも、ニンテンドー ゲームキューブ コントローラをサポートしており、HORIのテーブルモード専用 ポータブルUSBハブスタンド for Nintendo Switch（NSW-078）での利用も可能である。『大乱闘スマッシュブラザーズ SPECIAL（WUP-AXFJ）』は、Nintendo Switchのゲームソフトで唯一ニンテンドー ゲームキューブ コントローラを正しく認識できる。さらに2020年11月17日に配信された『スーパーマリオ 3Dコレクション（HAC-AVP3A）』の更新データVer. 1.1.0で、『スーパーマリオサンシャイン』のみニンテンドー ゲームキューブコントローラに対応した。

## 周辺機器
いずれも任天堂非公認。
- サイバーガジェット，CYBER・コントローラ延長ケーブル（GC用） - ニンテンドー ゲームキューブコントローラ向けの2 m (6 ft 7 in)延長コード[94]。日本では2003年に発売[95][96]。
- アローン，ゲームキューブコントローラー用 グリップシール，ALG-GCCGSK - グリップに貼る滑り止め[97]。日本では2018年11月に発売[98][99]。
- 8BitDo, Gbros. Adapter，83GA - Nintendo Switchで利用したいニンテンドー ゲームキューブコントローラなどを、Bluetooth接続を利用してワイヤレス化する接続タップ[100][101]。北米では2018年12月7日に発売[102][103]。日本では2018年12月25日に発売[104]。

## 関連する訴訟
Anascapeは、任天堂のWiiおよびニンテンドー ゲームキューブのコントローラが同社の特許を侵害しているとして訴訟を起こした。米連邦地裁は2008年7月に、侵害があったとする陪審評決を下したが、米連邦控訴裁は2010年4月13日、Anascapeの主張を退け、任天堂の特許侵害を認めた地裁判決を覆し、任天堂は特許を侵害していないとする判決が出された。